# 海洋委員會海巡署艦隊分署

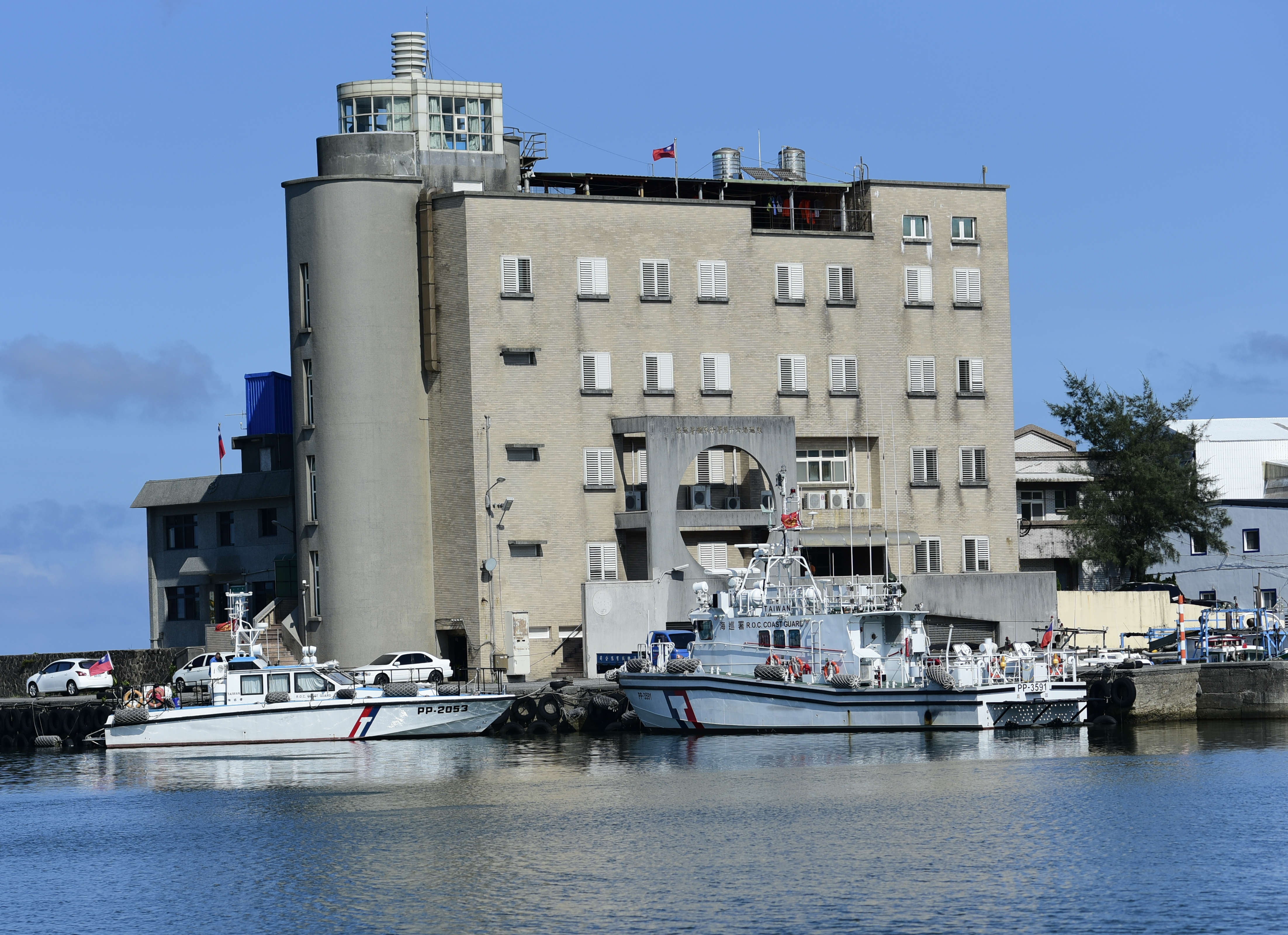
位於澳底漁港的艦隊分署第十六海巡隊

海洋委員會海巡署艦隊分署（英語：Fleet Branch, CGA, OAC），簡稱艦隊分署，是中華民國的海洋執法、巡防與救難單位，隸屬於海洋委員會海巡署。海巡署配置於海巡隊、機動海巡隊及直屬船隊的巡防船隻皆是艦隊分署所轄，轄區為所有中華民國領海，執勤範圍是海巡署所屬8個分署中最大者，而所有船隻屬性為公務船而非軍艦。艦隊分署是負責領海、鄰接區及專屬經濟區查緝走私貨物和毒品、犯罪逃亡的司法警察。
艦隊分署人員編制幾乎為警察人員擔任，亦有自考試分發的文職人員、財政部關務署或農業部調任者，僅少數因有航海、輪機牌照至巡防艦職務歷練，還有隨近岸巡防艇移撥至分署之人員與派駐於分署本部之海巡署警衛隊第七中隊為軍職人員。

## 沿革
- 1969年，臺灣省政府警務處成立「淡水水上警察巡邏隊」，負責淡水河中樞安全工作。
- 1990年1月1日，改編為「保安警察第七總隊」(與現今內政部警政署保安警察第七總隊無關聯)，改隸內政部警政署，專司查緝海上走私、偷渡工作[註 1]，組織員額增至1735人，巡邏艇亦增為83艘。
- 1998年6月15日，因應1996年「全國治安會議」決議，擴大海上警力編裝，改制成立「內政部警政署水上警察局」，負責海域犯罪偵防及兼負協助執行海難救助、海洋環境保護、海洋資源保育、海上交通秩序維持及漁業秩序維護工作，編制員額2466人，增建巡邏艇32艘。[4]
- 2000年1月28日，隨行政院海岸巡防署成立而改組為「行政院海岸巡防署海洋巡防總局」，並整合財政部關稅總局大型艦8艘，成立20個海巡隊，編制人數3000人。
- 2018年4月28日，隨行政院海岸巡防署改制為海洋委員會海巡署而改制為「海洋委員會海巡署艦隊分署」，另原下轄的第十一(特勤)海巡隊及偵防查緝隊改隸屬至新成立的海巡署偵防分署。

## 歷任首長

#### 臺灣省警務處淡水水上警察巡邏隊 隊長
1. 呂育生
2. 朱培崑
3. 張正中
4. 廖德松
5. 陳旭東
6. 戴耀聰
7. 黃茂穗
8. 刁建生
9. 吳昇源
10. 陳如錠
11. 林文祥

#### 內政部警政署保安警察第七總隊 總隊長
內容待編輯

#### 內政部警政署水上警察局 局長
1. 鍾桐生(僅一任後即改制)

任職期間：1998年6月15日－2000年1月27日

#### 行政院海岸巡防署巡防總局 總局長
| 任別 | 姓名   | 任職期間                      | 備註                                                                                             |
| ---- | ------ | ----------------------------- | ------------------------------------------------------------------------------------------------ |
| 1    | 鍾桐生 | 2000年1月28日－2004年11月24日 | 中央警官學校正科34期 原任內政部警政署水上警察局局長 後陞任行政院海岸巡防署常務副署長             |
| 2    | 鄭樟雄 | 2004年11月25日－2007年7月30日 | 中央警官學校正科39期 原任行政院海岸巡防署常務副署長 擔任總局長後再回任行政院海岸巡防署常務副署長 |
| 3    | 林福安 | 2007年7月31日－2013年7月16日  | 中央警官學校正科42期 原任中部地區巡防局局長 2013年7月16日屆齡退休                                |
| 代理 | 李茂榮 | 2013年7月17日－2014年1月27日  |                                                                                                  |
| 4    | 李茂榮 | 2014年1月28日－2014年7月15日  | 中央警官學校正科38期 原任海洋巡防總局副總局長（代理總局長） 2014年7月16日屆齡退休                |
| 5    | 龔光宇 | 2014年7月16日－2016年1月17日  | 中央警官學校正科42期 原任行政院海岸巡防署巡防處處長 後陞任行政院海岸巡防署常務副署長             |
| 6    | 胡意剛 | 2016年1月18日－2016年6月21日  | 中央警官學校正科40期 原任行政院海岸巡防署主任秘書 後陞任行政院海岸巡防署政務副署長               |
| 7    | 蔡長孟 | 2016年6月22日－2018年4月27日  | 中央警官學校正科44期 原任行政院海岸巡防署巡防處處長 後任海洋委員會海巡署副署長                   |

#### 海洋委員會海巡署艦隊分署 分署長
| 任別 | 姓名   | 任職期間                      | 備註 |
| ---- | ------ | ----------------------------- | --- |
| 1    | 謝慶欽 | 2018年4月28日－2021年10月31日 | 中央警官學校正科54期，海巡署組織改造前曾任海洋巡防總局副總局長 後任海巡署金馬澎分署分署長、海洋委員會海巡署副署長 |
| 2    | 廖德成 | 2021年11月1日－2024年11月12日 | 中央警官學校正科51期，海巡署組織改造前曾任海洋巡防總局主任秘書 原任海巡署金馬澎分署分署長 後任海巡署海巡委員      |
| 3    | 黃宣凱 | 2024年11月13日－現任          | 中央警官學校正科59期 原任海洋委員會海域安全處處長                                                                 |

## 組織

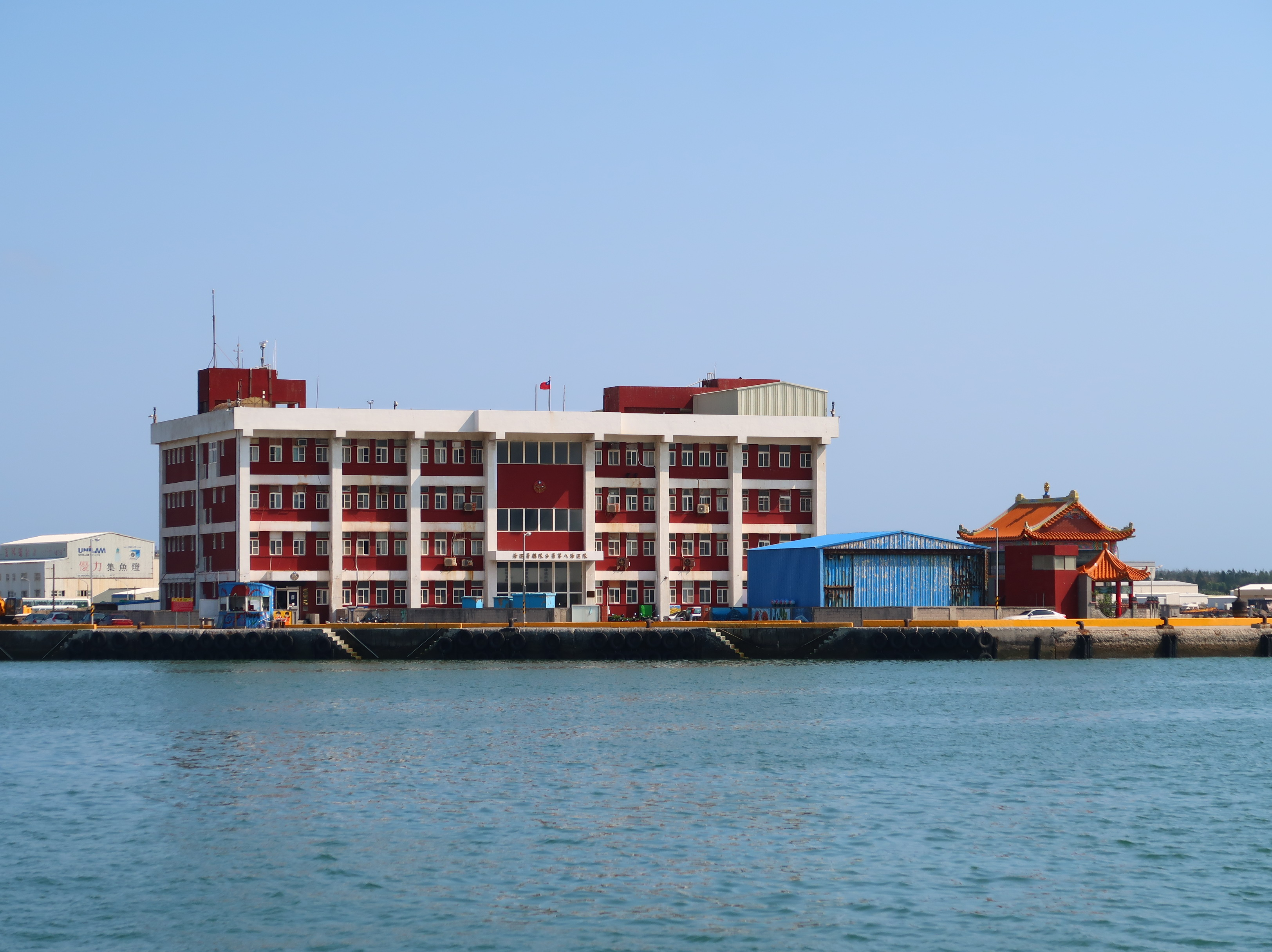
位於馬公第三漁港的艦隊分署第八海巡隊

- 分署長1人（簡任第十一職等至第十二職等或警監或少將）
  - 副分署長2人（簡任第十職等至第十一職等或警監或少將、上校）
  - 主任秘書1人（薦任第九職等至簡任第十職等、警監、上校、中校）
  - 隊長20人（薦任第九職等至簡任第十職等或警監或上校、中校）
  - 艦長16人（薦任第九職等至簡任第十職等或上校、中校）（一千頓以上巡防艦）
    - 科長6人（薦任第八職等至第九職等或警正或中校）
    - 室主任1人（薦任第八職等至第九職等或警正或中校）
    - 主任1人（薦任第八職等至第九職等或警正或中校）
    - 副隊長20人（薦任第八職等至第九職等或警正或中校）
      - 艦長11人（薦任第七職等至第九職等或中校、少校）（一千頓以下巡防艦）
      - 輪機長27人（薦任第七職等至第九職等或中校、少校）
      - 大副27人（薦任第七職等至第九職等或中校、少校）
      - 組主任60人（薦任第八職等或警正或中校）
      - 專員32人（薦任第八職等、警正或中校、少校）
      - 技正12人（薦任第七職等至八職等或中校、少校）
      - 報務主任4人（薦任第六職等至第八職等或中校、少校、上尉）
      - 艦艇駕駛員81人（薦任第六職等至第八職等或中校、少校、上尉）
      - 艦艇機師81人（薦任第六職等至第八職等或中校、少校、上尉）
      - 分隊長159人（委任第五職等或薦任第六職等至第七職等或警佐或警正或少校、上尉、中尉）
      - 科員364人（委任第五職等或薦任第六職等至第七職等或警佐或警正或少校、上尉、中尉）
      - 技士88人（委任第五職等或薦任第六職等至第七職等或少校、上尉、中尉）
      - 報務員3人（委任第五職等或薦任第六職等至第七職等或少校、上尉、中尉）
        - 小隊長205人（委任第四職等至第五職等或薦任第六職等或警佐或警正或尉官、士官）
        - 技佐53人（委任第四職等至第五職等或中尉、少尉、士官）（內26人得列薦任第六職等或上尉）
        - 助理員20人（委任第四職等至第五職等或中尉、少尉、士官）（內10人得列薦任第六職等或上尉）
        - 隊員2,119人（委任第三職等至第五職等或警佐或中尉、少尉、士官）（內1,064人得列警正）
        - 辦事員31人（委任第三職等至第五職等或中尉、少尉、士官）
        - 技術助理員86人（委任第三職等至第五職等或中尉、少尉、士官）
        - 書記5人（委任第一職等至第三職等或士官）
        - 技術生24人（委任第一職等至第三職等或士官）

#### 人事室
- 主任（1人，薦任第八職等至第九職等或中校）
  - 專員（4人，薦任第七職等至第八職等或中校、少校）
  - 科員（13人，委任第五職等或薦任第六職等至第七職等或少校、上尉、中尉）
    - 辦事員（2人，委任第三職等至第五職等或中尉、少尉、士官）

#### 政風室
- 主任（1人，薦任第八職等至第九職等）

#### 主計室
- 主任（1人，薦任第八職等至第九職等或中校）
  - 專員（3人，薦任第七職等至第八職等或中校、少校）
  - 科員（9人，委任第五職等或薦任第六職等至第七職等或少校、上尉、中尉）

#### 業務單位
- 督察科（科長為薦任第八至第九職等或警正二至一階或中校）
- 巡防科（科長為薦任第八至第九職等或警正二至一階或中校）
- 後勤科（科長為薦任第八至第九職等或警正二至一階或中校）
- 建造技術科（科長為薦任第八至第九職等或警正二至一階或中校
- 維修養護科（科長為薦任第八至第九職等或警正二至一階或中校）
  - 督工管制中心（高雄市鼓山區），與南部地區機動海巡隊合署辦公
    - 督工管制中心北部辦公室(基隆市中正區)，與第一海巡隊合署辦公
- 通電資訊科（科長為薦任第八至第九職等或警正二至一階或中校）
- 秘書室（室主任為薦任第八至第九職等或警正二至一階或中校）
- 人事室（主任為薦任第八至第九職等或中校）
- 主計室（主任為薦任第八至第九職等或中校）
- 勤務指揮中心（主任為薦任第八至第九職等或警正二至一階或中校）

#### 所屬單位[5]
| 類 別      | 單位名稱           | 駐地位置                   | 轄 區                                                         | 備 註                                                                            |
| ---------- | ------------------ | -------------------------- | ------------------------------------------------------------- | -------------------------------------------------------------------------------- |
| 海巡隊     | 第一(基隆)海巡隊   | 基隆市中正區中正路249號    | 東邊鼻頭角向西延伸至富貴角全長55公里，並包含北方三島          |                                                                                  |
| 海巡隊     | 第二(淡水)海巡隊   | 新北市淡水區觀海路251號    | 北起富貴角，南至北桃市界，巡弋面積約2,178平方公里             | 另於臺北港海巡基地設有八里分隊                                                   |
| 海巡隊     | 第三(臺中)海巡隊   | 臺中市清水區北四路168號    | 北起中港溪口，南至濁水溪口，海岸線長約123公里                 | 位於臺中港海巡基地，與中部地區機動海巡隊合署辦公                                 |
| 海巡隊     | 第四(台南)海巡隊   | 臺南市南區鯤鯓路601號      | 北起八掌溪，南至後勁溪，海岸線長約83公里                      |                                                                                  |
| 海巡隊     | 第五(高雄)海巡隊   | 高雄市旗津區北汕巷50-72號  | 北起後勁溪南岸，南迄林邊溪北岸，海岸線長約68.8公里            | 位於高雄港海巡基地，另於屏東縣新園鄉鹽埔漁港、東沙及南沙各設有鹽埔及東、南沙分隊 |
| 海巡隊     | 第六(花蓮)海巡隊   | 花蓮縣花蓮市順興路43號     | 北起和平溪口、南至花蓮縣豐濱鄉靜浦                            |                                                                                  |
| 海巡隊     | 第七(蘇澳)海巡隊   | 宜蘭縣蘇澳鎮港區路7之1號   | 北起三貂角，南至和平溪口，海岸線長約88公里                    |                                                                                  |
| 海巡隊     | 第八(澎湖)海巡隊   | 澎湖縣馬公市大案山200號    | 北起目斗嶼，南至七美嶼，東為查某嶼，最西為花嶼                | 與金馬澎分署馬公商港及漁港安檢所合署辦公                                         |
| 海巡隊     | 第九(金門)海巡隊   | 金門縣金湖鎮料羅港1號      | 金門、烈嶼、大膽、二膽、東碇、北碇等12島嶼                    | 另於烈嶼鄉(小金門)設有羅厝分隊                                                   |
| 海巡隊     | 第十(馬祖)海巡隊   | 連江縣南竿鄉福沃村8鄰138號 | 南竿、北竿、西莒、東莒、東引等5座島嶼                         | 另於莒光鄉(西莒)及東引鄉設有分隊                                                 |
| 海巡隊     | 第十二(新竹)海巡隊 | 新竹市北區新港南路99號     | 北起北桃交界，南至竹苗縣界                                    | 另於臺北港海巡基地設有竹圍分隊                                                   |
| 海巡隊     | 第十三(布袋)海巡隊 | 嘉義縣布袋鎮順安路79巷2號  | 北起濁水溪口，南至八掌溪口                                    | 另於雲林縣麥寮港設有分隊                                                         |
| 海巡隊     | 第十四(恆春)海巡隊 | 屏東縣恆春鎮大光路79之44號 | 北起林邊溪口，至塔瓦溪口以南，海岸線長約141公里               | 另於枋寮鄉設有分隊                                                               |
| 海巡隊     | 第十五(台東)海巡隊 | 臺東縣臺東市富岡街296之1號 | 北起花東縣界，南至塔瓦溪，包含綠島、蘭嶼，海岸線長度約176公里 | 另於成功鄉及綠島鄉設有分隊                                                       |
| 海巡隊     | 第十六(澳底)海巡隊 | 新北市貢寮區新港街128號    | 東北角海域                                                    |                                                                                  |
| 機動海巡隊 | 北部地區機動海巡隊 | 新北市八里區厦竹圍7之9號   | 海巡隊24浬鄰接區外界線以外之專屬經濟海域及公海執法任務        | 位於臺北港海巡基地，另有幾艘巡防艦泊於基隆港，並設有辦公室                       |
| 機動海巡隊 | 中部地區機動海巡隊 | 臺中市清水區北四路168號    | 海巡隊24浬鄰接區外界線以外之專屬經濟海域及公海執法任務        | 位於臺中港海巡基地，與第三(臺中)海巡隊合署辦公                                   |
| 機動海巡隊 | 南部地區機動海巡隊 | 高雄市鼓山區蓬萊路32號     | 海巡隊24浬鄰接區外界線以外之專屬經濟海域及公海執法任務        |                                                                                  |
| 機動海巡隊 | 東部地區機動海巡隊 | 花蓮縣花蓮市北濱街31號     | 海巡隊24浬鄰接區外界線以外之專屬經濟海域及公海執法任務        |                                                                                  |
| 直屬船隊   | 直屬船隊           | 高雄市茄萣區正遠路1號      | 海巡隊24浬鄰接區外界線以外之專屬經濟海域及公海執法任務        | 位於興達港海巡基地，與南部分署及東南沙分署合署辦公                               |

### 期刊
- 《全球防衛雜誌》300期2009/08：海巡署100噸巡防艇
- 《全球防衛雜誌》309期2010/05：洋總局50與60噸巡防艇
- 《全球防衛雜誌》315期2010/11：新一代海巡艦艇建造近況

### 備註
1. ↑  今日的內政部警政署保安警察第七總隊無關

## 外部連結
- 海洋委員會海巡署艦隊分署全球資訊網 （页面存档备份，存于）
- 海洋委員會海巡署艦隊分署的Facebook專頁
- 海洋委員會海巡署艦隊分署在Flickr上的页面
- YouTube上的海洋委員會海巡署艦隊分署頻道